# محمد سعید الحبسی
محمد سعید الحبسی (عربی: محمد سعيد الحبسي؛ زادهٔ ۱۴ مهٔ ۱۹۹۴) بازیکن فوتبال اهل عمان است.
وی همچنین در تیم ملی فوتبال عمان بازی کرده‌است.